# Puyo Puyo~n
Puyo Puyo~n (ぷよぷよ〜ん Puyopuyōn?)  , también conocido como Puyo Puyo 4, y Puyo Puyo~n Party (para la versión N64) es la cuarta entrega de la serie de juegos de rompecabezas Puyo Puyo, creada por Sega y Compile para Sega Dreamcast, Sony PlayStation, Nintendo 64 y Game Boy Color.  Como muchos de los juegos de Puyo Puyo, nunca se lanzó oficialmente fuera de Japón.  El título de Puyo Puyo~n proviene de la palabra japonesa yon (四?) , que significa el cuarto juego de la serie.  Se hicieron planes para una versión 64DD titulada Puyo Puyo~n 64 (ぷよぷよ〜ん64 Puyopuyōn rokujushi?)  , pero más tarde fue cancelado para el lanzamiento de N64. 

## Jugabilidad
La jugabilidad de Puyo Puyo~n sigue siendo similar a Puyo Puyo 2, con una nueva adición de ataques especiales a sus personajes.  A medida que los puyos se borran del campo, se llena un medidor de potencia, y cuando se llena hasta la parte superior, se puede usar un especial.  La habilidad especial de cada personaje difiere entre personajes, y difieren entre las versiones domésticas y la versión Game Boy Color.  Cada cuadrícula en las versiones domésticas sigue una Regla especial, donde se implementan un campo preestablecido y reglas especiales.  En la versión de Game Boy Color, cada vez que se contrarrestaba la basura, los puyos de Sun caían en las pantallas.  El juego también incluyó varios modos Tokoton que involucraban cuadrículas más grandes o más pequeñas que 6x12 en las versiones domésticas, y contó con un modo de batalla libre que permite batallas 1 contra uno, contra cualquier personaje desbloqueado.  El arte también es muy diferente de sus predecesores, adoptando un tono más serio en comparación con los otros juegos. 
Hubo diferencias sutiles entre las versiones domésticas de Puyo Puyo~n, pero una gran diferencia entre las versiones domésticas y la versión de Game Boy Color.  Puyo Puyo~n: Kaa-kun a Issho (lit.  "Puyo Puyo~n: Junto con Carby") para PlayStation tiene la misma música que la versión Dreamcast de Puyo Puyo~n , pero solo admite hasta dos jugadores.  Puyo Puyo~n Party 64 para Nintendo 64 tiene música diferente a la versión Dreamcast y carece de las voces interpretadas, pero retuvo el modo multijugador para cuatro jugadores e incluyó un modo Transfer Pak donde se puede desbloquear más ilustraciones al conectar Pocket Puyo Puyo SUN.  Pocket Puyo Puyo~n para Game Boy Color utiliza música de Pocket Puyo Puyo Sun , así como música de Puyo Puyo~n, cuenta con más personajes y más especiales, incluidos algunos del elenco de Pocket Puyo Puyo Sun y Minotauros en lugar de Zou Daimaou, pero naturalmente sólo admite a dos jugadores y tiene la misma historia, conservando el humor cómico de las versiones anteriores.  Pocket Puyo Puyo~n también tiene un modo especial de Rally para desbloquear los especiales, y uno puede elegir qué especial desea utilizar antes de que comience el juego.  Esta versión no tiene una Regla especial o ninguna función específica de la cuadrícula como la tenían las versiones domésticas, ni tenía ninguno de los diferentes tamaños de cuadrícula para Tokoton Puyo Puyo, pero sí tiene la capacidad de jugar Endless de manera similar a la del modo Endless de Puyo Puyo 2  (donde aparece la basura en la bandeja y los ayudantes aparecen en momentos aleatorios según la configuración de dificultad).  La postura que Puyo Puyo~n ha tomado en la serie puede haber sido utilizada como base para Puyo Puyo 7 . 

## Trama
A diferencia de los juegos anteriores donde la historia es bastante cómica, Puyo Puyo~n tiene una historia seria, que recuerda a los juegos de Madou Monogatari.  Satan se encuentra mirando algunos libros en una biblioteca mágica cuando se encuentra con una caja negra.  Comienza a examinar la caja negra antes de que se suelte de sus manos y se abra.  A la mañana siguiente ha llegado un Puyo Circus, y Arle junto con Carbuncle van a comprobarlo.  Son recibidos por una figura misteriosa en Pierrot, un personaje de aspecto bufón. 
Cuando Arle llega, algo no parece correcto y Carbuncle desaparece una vez más.  Arle tiene que navegar su camino más allá de una serie de enemigos como antes.  Durante su búsqueda, Draco, Seriri, Witch y Chico se unen a Arle mientras se enfrentan a Schezo y Rulue.  Rulue sabía que algo estaba mal con el Príncipe Oscuro, y cuando Arle se encontró con él, parecía extraño y diferente a su yo normal. Él congela a los otros personajes para que no interfieran. Arle le gana a Satan, quien se despierta y le pregunta por qué Arle estaba allí.  Satan le explica a Arle que un enemigo más fuerte le lavó el cerebro, y Pierrot aparece después, revelándose que ella es Doppelganger Arle.  Los dos se pelean para ver quién existe en el mundo, y Arle salió victoriosa. 
Después de la pelea, Doppelganger Arle insiste en que ella es "La verdadera Arle" que existió en el mundo, sintiéndose debilitada por su derrota, pronto se desvanece, para gran sorpresa de Arle.  Segundos después, Carbuncle reapareció en la habitación y Arle se emocionó al verlo nuevamente. La gema en la frente de Carbuncle brilla y Arle pregunta qué fue lo que estaba mal, descarga el rayo de su frente y la pantalla se desvanece en blanco y luego en negro, y finalmente aparecen los créditos.